# Ceratophysella liguladorsi
Ceratophysella liguladorsi är en urinsektsart som beskrevs av Lee 1974. Ceratophysella liguladorsi ingår i släktet Ceratophysella och familjen Hypogastruridae. Inga underarter finns listade i Catalogue of Life.